# Vertheuil
 Vertheuil  es una población y comuna francesa, situada en la región de Nueva Aquitania, departamento de Gironda, en el distrito de Lesparre-Médoc y cantón de Pauillac.

## Demografía
| 806 | 765 | 753 | 910 | 1075 | 1068 |
| Para los censos de 1962 a 1999 la población legal corresponde a la población sin duplicidades (Fuente: INSEE [Consultar]) |     |     |     |      |      |

## Personalidades
- Daniel Tinayre (1910-1994), cineasta nacionalizado argentino.